# Lucile Randon
Lucile Randon (født 11. februar 1904 i Alès i Frankrig, død 17. januar 2023) var fra 19. april 2022, hvor Kane Tanaka døde, verdens ældste person.
Hun var den fjerdeældste person nogensinde, såvel som den ældste kendte overlevende fra Coronaviruspandemien, efter hun testede positiv for SARS-CoV-2 en måned før sin 117-års fødselsdag.
Randon, også kendt som Søster André (Sœur André), var en romersk-katolsk nonne, der konverterede til katolicismen som ung voksen, arbejdede som guvernante, lærer og missionær, før hun gik på pension i en alder af 75. Hun boede på et plejehjem i Toulon i Frankrig fra 2009.